# لحجر (واد الخرشوف)
لحجر هو دُوَّار يقع بجماعة اجبابرة، إقليم تاونات، جهة فاس مكناس في المملكة المغربية. ينتمي الدوّار لمشيخة واد الخرشوف التي تضم 30 دواوير. يقدر عدد سكانه بـ 536 نسمة حسب الإحصاء الرسمي للسكان والسكنى لسنة 2004.

## روابط خارجية
- البوابة الوطنية للجماعات الترابية نسخة محفوظة 12 مارس 2018 على موقع واي باك مشين.
- المندوبية السامية للتخطيط